# Bep Voskuijl
Elisabeth Voskuijl « Bep » (prononcé en néerlandais : [eːlisabɛt ˈfɔskœyɫ bɛp]), née à Amsterdam, le 5 juillet 1919 et décédée dans cette même ville, le 6 mai 1983 fut l'une des néerlandaises venue en aide à la famille d'Anne Frank durant l'occupation allemande des Pays-Bas. Dans les premières versions du Journal d'Anne Frank, elle est connue sous le nom d'Elli Vossen. Voskuijl découvrit et conserva le Journal d'Anne Frank après l'arrestation et la déportation de cette dernière (avec Miep Gies). Elle est reconnue Juste parmi les nations, le 6 mai 1977.

## Éléments biographiques
Elisabeth Voskuijl, appelée Bep, est née à Amsterdam. Elle était l'une des huit enfants de Johannes Hendrik Voskuijl. Née dans une famille de protestants réformés, elle fréquente une école chrétienne. Lorsqu'elle était encore adolescente, Bep travaillait comme couturière et comme femme de ménage pour financer ses études de sténotypiste.
Elle fut engagée comme secrétaire par Otto Frank en 1937. En 1938, Bep présente son papa à Otto Frank qui lui propose un poste de contremaître dans son entreprise. En 1942, elle est la directrice administrative de son entreprise de vente de pectine, Opekta située au 263 Prinsengracht. Là même où quelques mois plus tard, la famille Frank fera le choix de la clandestinité en se cachant dans une annexe de l'usine. Dans son livre Elle s’appelait Anne Frank, Miep Gies la décrit comme une personne très gentille et timide et se souvient qu'elles devinrent rapidement amie. Anne la décrit ainsi: « Enjouée et de bonne humeur, conciliante et gentille, voilà ses qualités. »

Jeune dactylo, elle accepta d'apporter des provisions à la famille Frank et aux quatre autres personnes vivant dans l'annexe à l'arrière des bureaux de l'entreprise de juillet 1942 à leur arrestation à la suite d'une délation dont l'auteur ne sera jamais identifié survenue le 4 août 1944. Elle jouait également les intermédiaires pour commander des cours par correspondance de sténographie, de latin pour ceux qui se retrouvaient reclus dans l'annexe. Elle passa beaucoup de temps avec Anne pour parler de films, de vêtements ou de livres et pour échanger à propos de leurs amoureux. Lors de la descente de la Gestapo, elle devint folle et parvint néanmoins à s'échapper en emportant quelques documents incriminant. Elle accompagna ensuite Miep Gies pour récupérer leurs effets personnels dont le journal d'Anne Frank.

### Après la Seconde Guerre mondiale
En novembre 1945, son père meurt. Elle se marie avec Cornelius van Wijk, le 15 mai 1946 et aura quatre enfants: Ton, Cor, Joop, et une fille, Anne-Marie, née en 1960 dont le prénom fut choisi en souvenir d'Anne. En 1947, elle quitte la compagnie Opekta.
Après la guerre, elle fut reconnue pour son action durant celle-ci mais elle n'aimait pas la publicité faite autour de tout cela. Elle ne donnera que très peu d'interviews. Elle restera cependant toujours en contact avec Otto Frank et tenait une revue de presse avec des articles de journaux parlant d'Anne et de son journal.
En 1954 elle témoigne devant le tribunal de Lübeck dans le cadre du procès d'un révisionniste.
Bep Voskuijl meurt le 6 mai 1983 à la suite d'une maladie des reins.